# Dejmos (mitologia)
Dejmos (także Trwoga; stgr. Δεῖμος Deimos, łac. Deimus, Formido, Metus ‘trwoga’, ‘lęk’) – w mitologii greckiej uosobienie trwogi.
Uchodził za syna Aresa i Afrodyty oraz za brata Fobosa, Erosa, Anterosa i Harmonii. Wraz z Fobosem i Enyo towarzyszył swojemu ojcu na polu walki.
Jego imieniem został nazwany jeden z księżyców Marsa – Dejmos (Deimos).